# Wermländska Sällskapet i Stockholm
Wermländska Sällskapet i Stockholm grundades den 1 april 1816 som ”en mötesplats för goda vänner, från gemensam hembygd som talade samma språk och hade likartade intressen”.
I Wermländska Sällskapet samlas värmlänningar och dalslänningar för att arbeta för gemenskap och trevlig, berikande samvaro mellan medlemmarna.
Sällskapet delar ut kulturstipendier, ett speciellt Lussestipendium och är en av dem som är med och utser Årets Värmlänning.